# António Simão
António Simão é um actor, encenador e produtor de teatro português.
Trabalha profissionalmente na área do teatro, no cinema e na televisão desde 1993.
Adquiriu formação no Instituto de Formação, Investigação e Criação Teatral (IFICT), sob direcção de Adolfo Gutkin em 1992 e no Instituto Franco-Português, sob direcção de Aldona Lickel em 1994.
Frequentou o Instituto Superior de Ciências Sociais e Políticas e a Universidade Nova de Lisboa, nos cursos de sociologia e história da arte, respectivamente. É pós-graduado em Estudos de Teatro na Universidade de Letras de Lisboa.
Durante quase 20 anos e até à data, participou em mais de oitenta produções, como actor, encenador e produtor de teatro.
Fundou duas produtoras de espectáculo: a APA e Teatro de Inverno.
Tem, desde 2004, realizado acções de formação em vários locais – Centro Cultural de Belém, Chapitô, Teatro Aveirense, Teatro Viriato e festival MINDELACT em Cabo Verde, entre outros. No Centro Cultural de Belém traduziu e levou a cena a peça PEÇA ALTER NATIVA de Finn Iunker, com alunos da escola secundária Paula Vicente e actores profissionais. Convidou o escritor Miguel Castro Caldas para uma peça original - CASAS, que levou a cena com um grupo de actores não profissionais, dando origem ao grupo Teatro A Todos, em 2008.
No teatro trabalhou com Margarida Carpinteiro, António Fonseca, Aldona Skiba-Lickel, Ávila Costa, João Brites, Melinda Eltenton, Filipe Crawford, Joaquim Nicolau, Antonino Solmer, Gil Lefévre-Kirally, Jean Jourdheuil, Franzisca Aarflot, Francois Berreur, Amândio Pinheiro, Pedro Gil, João Pedro Mamede, Pedro Carraca, Jorge Silva Melo e Maria João Luís. 
Como encenador, desde 1997, dirigiu cerca de 20 espetáculos  incluindo autores como Jaime Salazar Sampaio,  Finn Yunker, Jacques Prévert, Juan Mayorga, Miguel Castro Caldas, David Lescot, Mark O' Rowe, Enda Walsh, David Greig, Arne Lygre, Luís Mestre e Jon Fosse. 
Em 1997, adaptou e interpretou Uma Solidão Demasiado Ruidosa, de Bohumil Hrabal, que foi apresentado em Portugal, Cabo Verde e Brasil. Valeu-lhe em 1998 menção da crítica portuguesa e prémio de melhor interpretação dramática em Madrid - Capital Ibéro-americana de cultura.
No cinema trabalhou com Bertrand Févre, Raoul Ruiz, Luís Filipe Rocha, Jorge Queiroga, Jacinto Lucas Pires, João Figueiras, Jorge Silva Melo, José Maria Vaz da Silva, Edgar Medina, Andrzej Zulawskyi, Julian Samani, Manuel Mozos, Fábio Penela, Guilherme Daniel, Rita Nunes, António Botelho, Paco R. Banos, Manuel Pureza e Sérgio Graciano, Tiago Guedes, João Maia, Luís Filipe Rocha e Mário Barroso. 
Tem participado também em produções televisivas - séries e telenovelas, de onde se destacam: Madre Paula, com realização de Rita Nunes e Tiago Marques; Teorias da Conspiração, realizada por Manuel Pureza; Três Mulheres, realizada por Fernando Vendrell; O Atentado de Francisco Moita Flores, realizada por Jorge Paixão da Costa; Lissabon Krimi, (do canal alemão ZDF) - com direcção de Martin Eigler,  A Raínha e a Bastarda, realizado por Sérgio Graciano; Causa Própria, realizado por João Nuno Pinto,; A Hora dos Lobos, realizado por Maria e João Luís, Ao Largo, realizado por Hugo Xavier; Morangos com Açúcar (2024).
Traduziu cinco peças do autor norueguês Finn Iunker: The Aswering Machine, Play Alter Native, Iphigenia, Dealing with Helen e Orkhon's Death.
É, desde 1995, membro integrante do grupo Artistas Unidos, do qual é atualmente um dos diretores.